# Microsciurus flaviventer
Microsciurus flaviventer е вид бозайник от семейство Катерицови (Sciuridae).

## Разпространение
Видът е разпространен в Бразилия, Еквадор, Колумбия и Перу.